# Solanum galapagense
Solanum galapagense är en potatisväxtart som beskrevs av S.C.Darwin och Peralta. Solanum galapagense ingår i släktet skattor som ingår i familjen potatisväxter. Inga underarter finns listade i Catalogue of Life.